# Isistius
Genre
Isistius est un genre de petits requins de la famille des dalatiidés. Ils se caractérisent par leur mode alimentaire qui consiste à prélever des rondelles de chair à la surface de grands animaux marins. Ce genre compte deux ou trois espèces, puisque seul FishBase reconnait Isistius labialis, tandis que ITIS ne le considère pas comme une espèce à part entière. En effet, il est difficile d'identifier les différents espèces puisque leur répartition géographique est sporadique et leur habitat est difficilement accessible.

## Liste des espèces
Selon FishBase (8 mai 2024) :
- Isistius brasiliensis  (Quoy et Gaimard, 1824) — Squalelet féroce
- Isistius labialis  Meng, Zhu et Li, 1985 - (nom valide : Isistius brasiliensis)
- Isistius plutodus  Garrick et Springer, 1964 — Squalelet dentu

Selon ITIS :
- Isistius brasiliensis (Quoy et Gaimard, 1824) — Squalelet féroce
- Isistius plutodus Garrick et Springer, 1964 — Squalelet dentu